# Kmetty Múzeum
A Kmetty Múzeum egy 1981-ben megnyílt szentendrei múzeum. A Ferenczy Múzeumi Centrum részeként, a város főterén működik, egy 18. századi épületben. A nyaranta Szentendrén dolgozó Kmetty János festőművész halála (1975) után özvegye 275 tételből álló hagyatékot adományozott a Ferenczy Múzeumnak, ebből jött létre a Kmetty Múzeum.

## Kiállítások
Itt, a Kmetty munkásságának szentelt múzeumban helyet kapott a teljes életmű, amit csak a múzeum meg tudott kapni tartós letétre más gyűjteményekből. A gyűjtemény segítségével áttekinthetők a művész alkotói periódusai. Jellegzetes városképeit, csendéleteit, önarcképeit láthatjuk az állandó kiállításon. Követhetjük korai plein air jellegű, aztán kubista, majd a magyar aktivizmus körébe sorolható alkotásait a hatvanas években készült kékes színnel átfogott kompozíciókig.
2018-ban a múzeum épületét korszerűsítették, az ezalatt zárva tartó állandó kiállítás azóta ismét látogatható.
A Kmetty Múzeum udvarában Kerényi Jenő 1960-ban készített Csontváry-szobrát tekinthetjük meg.

## Külső hivatkozások
- Ferenczy Múzeumi Centrum